# ウェズレイ・モラエス・フェレイラ・ダ・シウヴァ
ウェズレイ（Wesley）こと、ウェズレイ・モラエス・フェレイラ・ダ・シウヴァ（Wesley Moraes Ferreira da Silva  ,  1996年11月26日 - ）は、ブラジル・リオデジャネイロ州ジュイス・デ・フォーラ出身のプロサッカー選手。ファティ・カラギュムリュクSK所属。ポジションはFW。

## 来歴
2015年7月にスロバキアに渡り、フォルトゥナ・リーガの2014-15シーズン王者のASトレンチーンと契約。同月14日のUEFAチャンピオンズリーグ予備予選の対FCステアウア・ブカレスト戦でプロデビュー。2015-16シーズンは途中まで18試合6得点を記録した。
2016年1月29日、ベルギー・ジュピラー・プロ・リーグのクラブ・ブルッヘに移籍。途中入団ながら、2015-16シーズン優勝を経験。2017-18シーズンは全38試合に出場し、11ゴールを決め、再びリーグ優勝を経験した。
2019年6月13日、イングランド・プレミアリーグのアストン・ヴィラFCへの移籍が発表された。
2021年8月28日、1シーズンローンでクラブ・ブルッヘに復帰。
2022年1月7日、クラブ・ブルッヘへのローンを打ち切り、母国ブラジルの名門、SCインテルナシオナルへのローン移籍を発表。
2022年7月22日、レバンテUDにローン移籍。
2023年7月28日、ストーク・シティFCに1年契約で移籍した。
2024年8月10日、ファティ・カラギュムリュクSKに移籍した。